# Castell de Stirling
El Castell de Stirling, és un castell històric situat a la ciutat de Stirling, Escòcia. És un dels castells més importants i emblemàtics d'Escòcia, gràcies al seu paper en la història del país i a la seva ubicació estratègica al cim d'un turó que domina el paisatge dels voltants.

## Història

### Primers assentaments
Castle Hill, on es construeix el castell de Stirling, forma part del Stirling Sill, una formació de quartz i dolerita d'uns 350 milions d'anys, que posteriorment va ser modificada per la glaciació per formar un "crag and tail". És probable que aquesta característica natural fos ocupada en una data primerenca, ja que un castre es troba al turó de Gowan, immediatament a l'est.
Els Romans van passar per alt Stirling i van construir un fort a Doune, però la roca podria haver estat ocupada pels Maeatae en aquest moment. Més tard podria haver estat un reducte del Manaw Gododdin, i també s'ha identificat amb un assentament registrat als segles vii i viii com Iudeu, on el rei Penda de Mèrcia va assetjar el rei Oswiu de Bernícia l'any 655. La zona va passar sota control dels pictes després de la derrota dels nortumbris a la batalla de Dunnichen trenta anys després. No obstant això, no hi ha proves arqueològiques de l'ocupació de Castle Hill abans del període baix medieval.
El primer registre del castell de Stirling data de l'any 1110, quan el rei Alexandre I hi va dedicar una capella. Sembla que va ser un establiment reial en aquella època, ja que Alexandre va morir aquí el 1124. Durant el regnat del seu successor David I, Stirling es va convertir en un burgh reial, i el castell en un important centre d'administració. El rei Guillem I d'Escòcia va formar un parc de cérvols al sud-oest del castell, però després de la seva captura pels anglesos el 1174, es va veure obligat a rendir diversos castells, inclosos Stirling i el castell d'Edimburg, sota el Tractat de Falaise. No hi ha proves que els anglesos ocupessin realment el castell, i el Ricard I d'Anglaterra el va tornar formalment el 1189. Stirling va continuar sent la residència reial preferida, amb el mateix Guillem morint allà el 1214, i Alexandre III traçant el New Park, per a la caça de cérvols, a la dècada de 1260.

### Guerres de la Independència

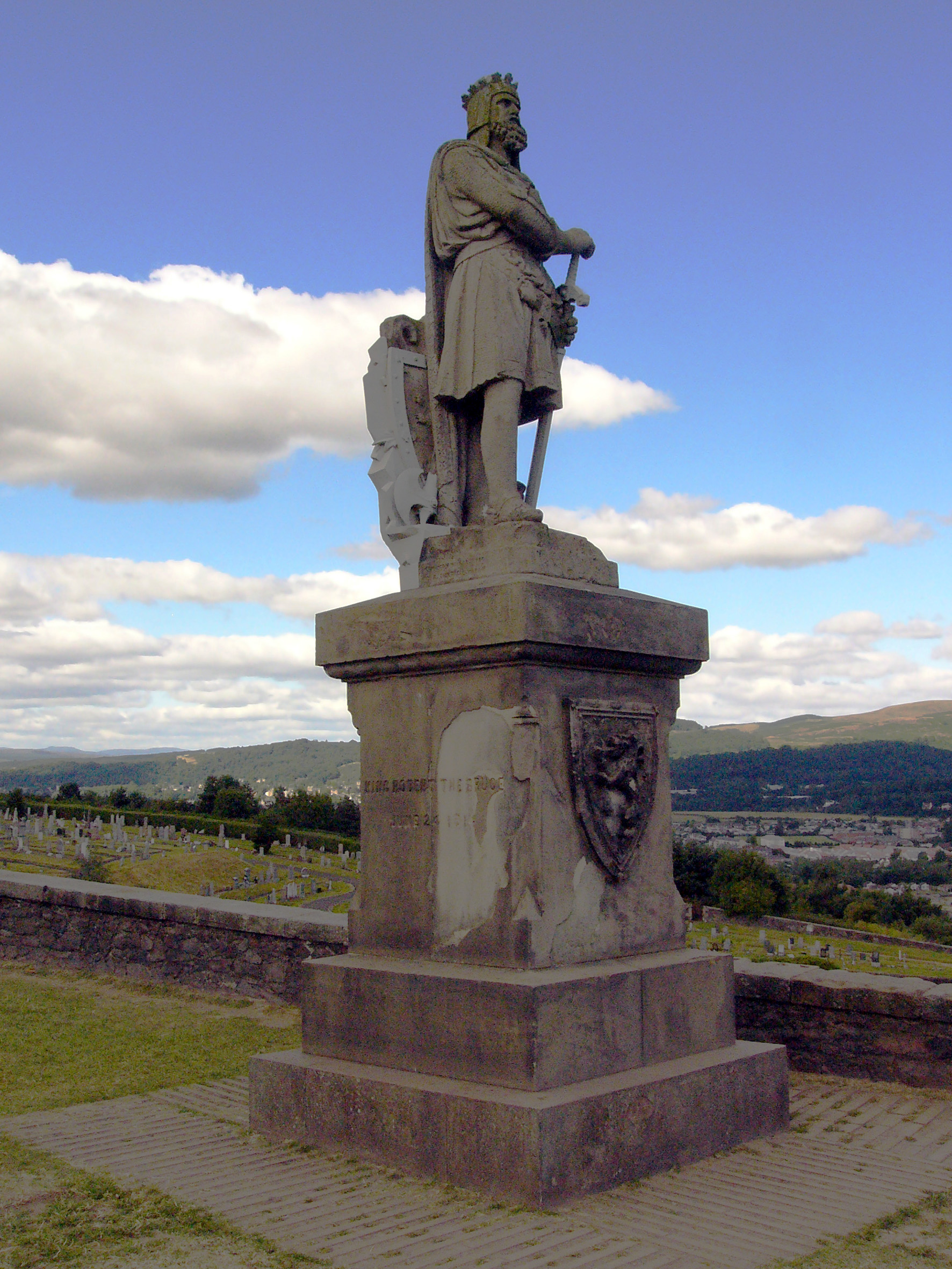
Estàtua de Robert the Bruce a l'esplanada del castell

Stirling va romandre un centre de l'administració reial fins a la mort d'Alexandre III el 1286. La seva mort va desencadenar una crisi de successió, amb Eduard I d'Anglaterra convidat a arbitrar entre els demandants competidors. Edward va arribar al nord el 1291, exigint que Stirling, juntament amb els altres castells reials, es posessin sota el seu control durant l'arbitratge. Edward va donar el poder a John Balliol, amb l'esperança que seria un governant «titella», però John es va negar a obeir les demandes d'Edward.
El 1296, Eduard va envair Escòcia, començant les Guerres d'Independència d'Escòcia, que durarien els següents 60 anys. Els anglesos van trobar el castell de Stirling abandonat i buit, i es van dedicar a ocupar aquest lloc clau. Van ser desallotjats l'any següent, després de la victòria d'Andrew Moray i William Wallace a la batalla de Stirling Bridge. Aquesta batalla va ser una victòria clau en la Primera Guerra d'Independència d'Escòcia. Molts de la guarnició van morir durant la batalla, després de la qual els comandants anglesos William FitzWarin i Marmaduke Thweng es van retirar al castell. No obstant això, els escocesos van morir ràpidament de fam i es van rendir.
L'estiu següent, el castell va tornar a canviar de mans, sent abandonat pels escocesos després de la victòria anglesa a la batalla de Falkirk (1298). Eduard va enfortir el castell, però va ser assetjat el 1299 per forces de Robert Bruce. El rei Eduard no va aconseguir rellevar la guarnició, que es va veure obligat a rendir-se.
El 1303, els anglesos van tornar a dominar i Stirling va ser l'últim castell que quedava en mans escoceses. L'exèrcit d'Eduard va arribar l'abril de 1304, amb almenys 17 màquines de setge. Edward, ja que encara no havia desplegat el seu darrer enginy, "Warwolf". Es creu que Warwolf va ser un gran trabuquet, que va destruir la porta del castell. Tot i que la victòria d'Edward semblava completa, va morir el 1307, i Robert Bruce fou llavorsrei d'Escòcia. El 1313, només els castells de Stirling, Roxburgh, Edimburg i Berwick estaven en poder dels anglesos. Edward Bruce, germà del rei, va posar setge a Stirling, que estava en mans de Sir Philip Mowbray. Després d'uns quants mesos, el 24 de juny de 1313, Mowbray va proposar un tracte: que rendiria el castell, si els anglesos no el relleven en un any. Edward Bruce va acceptar i es va retirar. L'historiador escocès Patrick Fraser Tytler descriuria l'oferta de Mowbray, cinc segles més tard, com "una treva que implica condicions que no haurien d'haver estat acceptades". Com va assenyalar Tytler, l'efecte "va ser frenar l'ardor dels escocesos en aquella carrera d'èxit, que ara conduïa ràpidament a l'alliberament complet del seu país; va donar al rei d'Anglaterra un any sencer per reunir la força dels seus dominis". ... No ens hem d'estranyar, doncs, que Bruce estigués molt indignat, en sentir que, sense consultar-lo, el seu germà havia acceptat les propostes de Mowbray."
L'estiu següent, els anglesos es van dirigir cap al nord, dirigits per Eduard II, per salvar el castell. El 23 de juny de 1314, les forces del rei Robert es van trobar amb els anglesos a la batalla de Bannockburn, a la vista de les muralles del castell. La derrota anglesa resultant va ser decisiva. El rei Eduard va intentar refugiar-se al castell, però Mowbray estava decidit a complir la seva paraula i els anglesos es van veure obligats a fugir. Mowbray va lliurar el castell, canviant ell mateix de bàndol en el procés. El rei Robert va ordenar que el castell fos inutilitzat; les seves defenses van ser destruïdes per evitar la reocupació dels anglesos.
La guerra no s'havia acabat, però. La Segona Guerra d'Independència d'Escòcia va veure com els anglesos controlaven el castell de Stirling el 1336, quan Thomas Rokeby n'era el comandant, i es van dur a terme grans obres, encara majoritàriament en fusta en lloc de pedra. Andrew Murray va intentar un setge l'any 1337, quan les armes van poder haver estat utilitzades per una de les primeres vegades a Escòcia.Robert Stewart, el futur rei Robert II, va reprendre Stirling en un setge durant 1341–1342. Maurice de Moravia, comte de Strathearn va ser nomenat com el seu guardià. El 1360, Robert de Forsyth va ser nomenat governador del castell de Stirling, càrrec que va passar al seu fill John i al seu net William, que va ser governador l'any 1399.

## Recinte
3. Arquitectura: El castell té una arquitectura impressionant, amb una barreja d'estils que reflecteixen la seva llarga història. La Gran Sala i el Palau Reial són exemples notables de l'arquitectura renaixentista.
4. Vistes panoràmiques: Des del cim del castell, es poden gaudir de vistes panoràmiques del paisatge dels voltants, incloent-hi el riu Forth i el pont de Stirling.

## Atracció turística
El Castell de Stirling és una atracció turística popular a Escòcia i és gestionat per l'organització Historic Environment Scotland, que es dedica a preservar i promoure el patrimoni històric d'Escòcia. Els visitants poden explorar les runes del castell, visitar els seus museus i aprendre sobre la rica història d'Escòcia mentre gaudeixen de les impressionants vistes des de la seva ubicació elevada.